# Sharon Walsh
| jaar | rang enkelspel | rang dubbelspel |
| ---- | -------------- | --------------- |
| 1975 | 65             | –               |
| 1976 | 77             | –               |
| 1977 | 41             | –               |
| 1978 | 44             | –               |
| 1979 | 61             | –               |
| 1980 | 39             | –               |
| 1981 | 26             | –               |
| 1982 | 64             | –               |
| 1983 | 49             | 5               |
| 1984 | 38             | 6               |
| 1985 | 130            | 12              |
| 1986 | 203            | 33              |
| 1987 | 87             | 37              |
| 1988 | 395            | 52              |

Sharon Ann Walsh (San Francisco, 24 februari 1952) is een voormalig tennisspeelster uit de Verenigde Staten van Amerika. Zij speelt rechtshandig en heeft een enkelhandige backhand. Zij was actief in het internationale tennis van 1969 tot en met 1990. Daarna was zij negen jaar lang als coach in dienst van de British Lawn Tennis Association waar zij de ontwikkeling van jonge Britse speelsters begeleidde. Sinds 2001 is zij als tennislerares verbonden aan een hotel in Colorado Springs.

## Biografie

### Jeugdloopbaan
Walsh werd op achttienjarige leeftijd jeugdkampioene op Wimbledon en won tweemaal de meisjesenkelspeltitel op het US Open. Zij debuteerde op zeventienjarige leeftijd op het US Open bij de volwassenen, waar zij deelnam aan het enkelspel, dubbelspel met Cynthia-Ann Thomas en gemengd dubbelspel met Mike Machette.

### Enkelspel
Walsh won haar eerste enkelspeltitel in 1970, tijdens de Dewar Cup of Edinburgh, door de Britse Winnie Shaw te verslaan. Tegen het eind van de zeventiger jaren won zij nog twee toernooien (in Toronto en Pasadena).
Haar beste resultaat op de grandslamtoernooien is het bereiken van de finale op het Australian Open 1979, waar zij verloor van haar landgenote Barbara Jordan. Haar hoogste notering op de WTA-ranglijst is de 22e plaats, die zij bereikte in februari 1982.

### Dubbelspel
Walsh behaalde in het dubbelspel betere resultaten dan in het enkelspel. Zij bereikte voor het eerst een finale in 1970, tijdens de Dewar Cup of Edinburgh, samen met de Nederlandse Betty Stöve. Haar eerste dubbelspeltitel won zij in 1972, in Beckenham (Groot-Londen), samen met Olga Morozova (Sovjet-Unie). In totaal won zij 37 dubbelspeltitels en stond zij in nog eens veertig toernooien in de finale. In de tachtiger jaren speelde zij voornamelijk samen met landgenote Barbara Potter, met wie zij 26 keer een finaleplaats bereikte (12–14).
In 1983 won Walsh, samen met landgenote Billie Jean King, het WTA-kampioenschap dubbelspel (de Bridgestone Doubles) in Tokio.
Haar beste resultaat op de grandslamtoernooien is het bereiken van de finale op het US Open 1982, samen met Barbara Potter – zij verloren van Rosie Casals (VS) en Wendy Turnbull (Australië). Haar hoogste notering op de WTA-ranglijst is de vierde plaats dan wel de vijfde plaats, omstreeks 1983.

#### Gemengd dubbelspel
Tot en met 1978 speelde Walsh het gemengd dubbelspel uitsluitend met landgenoot Mike Machette – hun beste prestatie was het bereiken van de vierde ronde op Wimbledon, in 1973 en 1974. In 1981 en 1982 was haar coach Dennis Ralston haar dubbelspelpartner – zij bereikten in 1982 tweemaal de kwartfinale, op Roland Garros en Wimbledon. Walsh bereikte de halve finale op Wimbledon 1984, samen met Tony Giammalva.

### Tennis in teamverband
Walsh maakte deel uit van het Amerikaanse Fed Cup-team in 1970, 1972–1974 en 1985. Zij speelde voornamelijk dubbelspelpartijen, en behaalde daarbij een winst/verlies-balans van 13–4. Tweemaal speelde zij in de finale van de Wereldgroep: in 1974 verloor het team van Australië, en in 1985 van Tsjechië.
In 1982 en 1984 nam Walsh namens de VS deel aan de Wightman Cup in Londen. In beide jaren won zij, samen met Barbara Potter, haar dubbelspelpartij – in beide jaren zegevierde het Amerikaanse team over de Engelse dames.

## Palmares

### WTA-finaleplaatsen enkelspel
| nr.              | finale                   | toernooi        | ondergrond    | tegenstandster   | score          |         |
| ---------------- | ------------------------ | --------------- | ------------- | ---------------- | -------------- | ------- |
| gewonnen finales |                          |                 |               |                  |                |         |
| 1.               | 1970-10-17               | WTA Edinburgh   | tapijt (i)    | Winnie Shaw      | 6-2, 8-6       |         |
| 2.               | 1978-02-12               | WTA Toronto     | hardcourt (i) | Helena Anliot    | 4-6, 6-4, 7-6  |         |
| 3.               | 1979-01-21               | WTA Pasadena    |               | Diane Desfor     | 6-3, 6-4       |         |
| verloren finales |                          |                 |               |                  |                |         |
| 1.               | 1973-07-21               | WTA Hoylake     | gras          | Patti Hogan      | 9-11, 6-4, 4-6 |         |
| 2.               | 1978-01-22               | WTA Tucson      | hardcourt     | Brigitte Cuypers | 2-6, 6-2, 3-6  |         |
| 3.               | 1980-01-02 (editie 1979) | Australian Open | gras          | Barbara Jordan   | 3-6, 3-6       | details |

### WTA-finaleplaatsen vrouwendubbelspel
| nr.              | finale     | toernooi            | ondergrond    | partner          | tegenstandsters                             | score           |         |
| ---------------- | ---------- | ------------------- | ------------- | ---------------- | ------------------------------------------- | --------------- | ------- |
| gewonnen finales |            |                     |               |                  |                                             |                 |         |
| 01.              | 1972-06-17 | WTA Beckenham       | gras          | Olga Morozova    | Laura duPont Mona Schallau                  | 8-6, 6-1        |         |
| 02.              | 1972-08-27 | WTA Haverford       | gras          | Virginia Wade    | Brenda Kirk Patricia Pretorius              | 7-6, 6-2        |         |
| 03.              | 1973-03-25 | WTA Akron           | tapijt (i)    | Patti Hogan      | Patricia Bostrom Michèle Gurdal             | 7-5, 6-4        |         |
| 04.              | 1973-04-08 | WTA Sarasota        | gravel        | Patti Hogan      | Martina Navrátilová Marie Neumannová        | 4-6, 6-0, 6-3   |         |
| 05.              | 1973-08-19 | WTA Indianapolis    | gravel        | Patti Hogan      | Fiorella Bonicelli Isabel Fernández de Soto | 6-4, 6-4        |         |
| 06.              | 1974-11-16 | WTA Londen          | tapijt (i)    | Virginia Wade    | Lesley Charles Sue Mappin                   | 6-2, 6-7, 6-2   |         |
| 07.              | 1978-01-15 | WTA San Carlos      | hardcourt     | Carrie Meyer     | Ann Kiyomura Valerie Ziegenfuss             | 7-6, 6-2        |         |
| 08.              | 1978-01-22 | WTA Tucson          | hardcourt     | Carrie Meyer     | Ann Kiyomura Valerie Ziegenfuss             | 6-4, 2-6, 6-2   |         |
| 09.              | 1978-02-12 | WTA Toronto         | hardcourt (i) | Bunny Bruning    | Jane Stratton Mimmi Wikstedt                | 6-4, 7-5        |         |
| 10.              | 1978-06-11 | WTA Beckenham       | gras          | Laura duPont     | Lele Forood Raquel Giscafré                 | 6-3, 6-1        |         |
| 11.              | 1978-11-26 | WTA Christchurch    | gras          | Lesley Hunt      | Katja Ebbinghaus Sylvia Hanika              | 6-1, 7-5        |         |
| 12.              | 1978-12-17 | WTA Adelaide        | gras          | Lesley Hunt      | Ilana Kloss Marise Kruger                   | 6-2, 6-2        |         |
| 13.              | 1978-12-24 | WTA Sydney          | gras          | Lesley Hunt      | Ilana Kloss Marise Kruger                   | 6-2, 6-1        |         |
| 14.              | 1979-01-21 | WTA Pasadena        |               | Laura duPont     | Diane Desfor Barbara Hallquist              | 3-6, 7-6, 7-5   |         |
| 15.              | 1979-06-09 | WTA Manchester      | gras          | Cynthia Doerner  | Sue Barker Anne Hobbs                       | 6-3, 6-2        |         |
| 16.              | 1980-09-28 | WTA Atlanta         | tapijt (i)    | Barbara Potter   | Kathy Jordan Anne Smith                     | 6-3, 6-1        |         |
| 17.              | 1980-11-09 | WTA Hongkong        | gravel        | Wendy Turnbull   | Penny Johnson Silvana Urroz                 | 6-1, 6-2        |         |
| 18.              | 1981-01-18 | WTA Kansas City     | tapijt (i)    | Barbara Potter   | Rosie Casals Wendy Turnbull                 | 6-2, 7-6        |         |
| 19.              | 1981-03-22 | WTA Boston          | tapijt (i)    | Barbara Potter   | JoAnne Russell Virginia Ruzici              | 6-7, 6-4, 6-3   |         |
| 20.              | 1981-11-08 | WTA Hongkong        | gravel        | Ann Kiyomura     | Anne Hobbs Susan Leo                        | 6-3, 6-4        |         |
| 21.              | 1981-11-22 | WTA Perth           | gras          | Barbara Potter   | Betsy Nagelsen Candy Reynolds               | 6-4, 6-2        |         |
| 22.              | 1982-02-14 | WTA Kansas City     | tapijt (i)    | Barbara Potter   | Mary-Lou Piatek Anne Smith                  | 4-6, 6-2, 6-2   |         |
| 23.              | 1982-02-28 | WTA Oakland         | tapijt (i)    | Barbara Potter   | Kathy Jordan Pam Shriver                    | 6-1, 3-6, 7-6   |         |
| 24.              | 1982-08-29 | WTA Mahwah          | hardcourt     | Barbara Potter   | Rosie Casals Wendy Turnbull                 | 6-1, 6-4        |         |
| 25.              | 1982-10-10 | WTA Deerfield Beach | hardcourt     | Barbara Potter   | Rosie Casals Wendy Turnbull                 | 7-6, 7-6        |         |
| 26.              | 1983-02-06 | WTA Palm Beach      | gravel        | Barbara Potter   | Kathy Jordan Paula Smith                    | 6-4, 4-6, 6-2   |         |
| 27.              | 1983-04-03 | WTA Tokio           | tapijt (i)    | Billie Jean King | Kathy Jordan Anne Smith                     | 6-1, 6-1        | details |
| 28.              | 1983-05-01 | WTA Atlanta         | hardcourt     | Alycia Moulton   | Rosie Casals Wendy Turnbull                 | 6-3, 7-6        |         |
| 29.              | 1983-06-12 | WTA Birmingham      | gras          | Billie Jean King | Beverly Mould Elizabeth Sayers              | 6-2, 6-4        |         |
| 30.              | 1983-08-28 | WTA Mahwah          | hardcourt     | Jo Durie         | Rosalyn Fairbank Candy Reynolds             | 4-6, 7-5, 6-3   |         |
| 31.              | 1983-10-02 | WTA Hartford        | tapijt (i)    | Billie Jean King | Kathy Jordan Barbara Potter                 | 3-6, 6-3, 6-4   |         |
| 32.              | 1984-01-08 | WTA Washington      | tapijt (i)    | Barbara Potter   | Louise Allen Anne White                     | 6-1, 6-7, 6-2   |         |
| 33.              | 1984-02-12 | WTA Chicago         | tapijt (i)    | Billie Jean King | Barbara Potter Pam Shriver                  | 5-7, 6-3, 6-3   |         |
| 34.              | 1984-04-01 | WTA Boston          | tapijt (i)    | Barbara Potter   | Andrea Leand Mary-Lou Piatek                | 7-6, 6-0        |         |
| 35.              | 1985-03-17 | WTA Dallas          | tapijt (i)    | Barbara Potter   | Marcella Mesker Pascale Paradis             | 5-7, 6-4, 7-6   |         |
| 36.              | 1985-06-16 | WTA Birmingham      | gras          | Terry Holladay   | Elise Burgin Alycia Moulton                 | 6-4, 5-7, 6-3   |         |
| 37.              | 1986-10-19 | WTA Japan (Tokio)   | hardcourt     | Sandy Collins    | Susan Mascarin Betsy Nagelsen               | 6-1, 6-2        |         |
| verloren finales |            |                     |               |                  |                                             |                 |         |
| 01.              | 1970-10-17 | WTA Edinburgh       | tapijt (i)    | Betty Stöve      | Françoise Dürr Patti Hogan                  | 8-10, 6-3, 9-11 |         |
| 02.              | 1970-11-07 | WTA Torquay         | hardcourt (i) | Janice Townsend  | Ann Haydon-Jones Virginia Wade              | 3-6, 4-6        |         |
| 03.              | 1970-12-26 | WTA Adelaide        | gras          | Patti Hogan      | Kerry Harris Olga Morozova                  | 6-8, 8-6, 3-6   |         |
| 04.              | 1972-10-22 | WTA Billingham      | tapijt (i)    | Patti Hogan      | Margaret Court Virginia Wade                | 3-6, 2-6        |         |
| 05.              | 1972-11-11 | WTA Torquay         | tapijt (i)    | Brenda Kirk      | Margaret Court Virginia Wade                | 4-6, 4-6        |         |
| 06.              | 1972-11-22 | WTA Londen          | tapijt (i)    | Brenda Kirk      | Margaret Court Virginia Wade                | 1-6, 4-6        |         |
| 07.              | 1973-05-19 | WTA Guildford       | gravel        | Patti Hogan      | Lesley Charles Glynis Coles                 | gedeeld         |         |
| 08.              | 1973-07-14 | WTA Newport         | gras          | Patti Hogan      | Dianne Fromholtz Julie Heldman              | gedeeld         |         |
| 09.              | 1973-07-21 | WTA Hoylake         | gras          | Patti Hogan      | Karen Krantzcke Virginia Wade               | 7-5, 4-6, 1-6   |         |
| 10.              | 1973-11-10 | WTA Billingham      | tapijt (i)    | Glynis Coles     | Marita Redondo Virginia Wade                | 7-6, 3-6, 2-6   |         |
| 11.              | 1974-02-10 | WTA Fort Lauderdale | gravel        | Patti Hogan      | Françoise Dürr Betty Stöve                  | 3-6, 2-6        |         |
| 12.              | 1974-05-26 | WTA Bournemouth     | gravel        | Patti Hogan      | Julie Heldman Virginia Wade                 | 2-6, 2-6        |         |
| 13.              | 1977-05-22 | WTA Rome            | gravel        | Bunny Bruning    | Brigitte Cuypers Marise Kruger              | 6-3, 5-7, 2-6   |         |
| 14.              | 1977-06-04 | WTA Beckenham       | gras          | Bunny Bruning    | Jane Stratton Mimmi Wikstedt                | 3-6, 0-6        |         |
| 15.              | 1979-01-07 | WTA Washington      | tapijt (i)    | Renée Richards   | Mima Jaušovec Virginia Ruzici               | 6-4, 2-6, 4-6   |         |
| 16.              | 1980-12-14 | WTA Adelaide        | gras          | Sue Barker       | Pam Shriver Betty Stöve                     | 4-6, 3-6        |         |
| 17.              | 1981-02-01 | WTA Chicago         | tapijt (i)    | Barbara Potter   | Martina Navrátilová Pam Shriver             | 3-6, 1-6        |         |
| 18.              | 1981-03-29 | WTA Championships   | tapijt (i)    | Barbara Potter   | Martina Navrátilová Pam Shriver             | 0-6, 6-7        |         |
| 19.              | 1981-05-10 | WTA Tokio           | tapijt (i)    | Barbara Potter   | Sue Barker Ann Kiyomura                     | 5-7, 2-6        | details |
| 20.              | 1982-02-21 | WTA Houston         | tapijt (i)    | Sue Barker       | Kathy Jordan Pam Shriver                    | 6-7, 2-6        |         |
| 21.              | 1982-03-07 | WTA Los Angeles     | tapijt (i)    | Barbara Potter   | Kathy Jordan Anne Smith                     | 3-6, 5-7        |         |
| 22.              | 1982-04-25 | WTA Amelia Island   | gravel        | Barbara Potter   | Leslie Allen Mima Jaušovec                  | 1-6, 5-7        |         |
| 23.              | 1982-08-22 | WTA Montréal        | hardcourt     | Barbara Potter   | Martina Navrátilová Candy Reynolds          | 4-6, 4-6        |         |
| 24.              | 1982-09-12 | US Open             | hardcourt     | Barbara Potter   | Rosie Casals Wendy Turnbull                 | 4-6, 4-6        | details |
| 25.              | 1982-10-03 | WTA Philadelphia    | tapijt (i)    | Barbara Potter   | Rosie Casals Wendy Turnbull                 | 6-3, 6-7, 4-6   |         |
| 26.              | 1982-10-31 | WTA Brighton        | tapijt (i)    | Barbara Potter   | Martina Navrátilová Pam Shriver             | 6-2, 5-7, 4-6   |         |
| 27.              | 1983-06-05 | WTA Beckenham       | gras          | Barbara Potter   | Billie Jean King Ilana Kloss                | gedeeld         |         |
| 28.              | 1983-11-20 | WTA Brisbane        | gras          | Pam Shriver      | Anne Hobbs Wendy Turnbull                   | 3-6, 4-6        |         |
| 29.              | 1984-02-05 | WTA Houston         | tapijt (i)    | Barbara Potter   | Mima Jaušovec Anne White                    | 4-6, 6-3, 6-7   |         |
| 30.              | 1984-04-15 | WTA Hilton Head     | gravel        | Anne Hobbs       | Claudia Kohde-Kilsch Hana Mandlíková        | 5-7, 2-6        |         |
| 31.              | 1984-09-23 | WTA Fort Lauderdale | hardcourt     | Barbara Potter   | Martina Navrátilová Elizabeth Sayers        | 6-2, 2-6, 3-6   |         |
| 32.              | 1984-09-30 | WTA New Orleans     | tapijt (i)    | Wendy Turnbull   | Martina Navrátilová Pam Shriver             | 4-6, 1-6        |         |
| 33.              | 1984-10-28 | WTA Brighton        | tapijt (i)    | Barbara Potter   | Alycia Moulton Paula Smith                  | 7-6, 3-6, 5-7   |         |
| 34.              | 1984-11-25 | WTA Sydney          | gras          | Wendy Turnbull   | Claudia Kohde-Kilsch Helena Suková          | 2-6, 6-7        |         |
| 35.              | 1985-01-20 | WTA Denver          | tapijt (i)    | Leslie Allen     | Mary-Lou Piatek Robin White                 | 6-1, 4-6, 5-7   |         |
| 36.              | 1985-05-12 | WTA Sydney          | hardcourt (i) | Barbara Potter   | Pam Shriver Elizabeth Smylie                | 5-7, 5-7        |         |
| 37.              | 1986-10-26 | WTA Singapore       | hardcourt (i) | Sandy Collins    | Anna-Maria Fernandez Julie Richardson       | 3-6, 2-6        |         |
| 38.              | 1987-04-19 | WTA Japan (Tokio)   | hardcourt     | Sandy Collins    | Kathy Jordan Betsy Nagelsen                 | 3-6, 5-7        |         |
| 39.              | 1987-04-26 | WTA Taipei          | tapijt (i)    | Sandy Collins    | Cammy MacGregor Cynthia MacGregor           | 6-7, 7-5, 4-6   |         |
| 40.              | 1987-08-09 | WTA San Diego       | hardcourt     | Elise Burgin     | Jana Novotná Catherine Suire                | 3-6, 4-6        |         |

### Finaleplaatsen gemengd dubbelspel
| nr.              | finale     | toernooi    | ondergrond    | partner      | tegenstanders                | score    |
| ---------------- | ---------- | ----------- | ------------- | ------------ | ---------------------------- | -------- |
| gewonnen finales |            |             |               |              |                              |          |
| geen             |            |             |               |              |                              |          |
| verloren finales |            |             |               |              |                              |          |
| 1.               | 1970-11-08 | WTA Torquay | hardcourt (i) | Ilie Năstase | Françoise Dürr Paul Hutchins | 1-6, 4-6 |

## Resultaten grandslamtoernooien
| Legenda | Legenda                          |
| ------- | -------------------------------- |
| g.t.    | geen toernooi gehouden           |
| l.c.    | lagere categorie                 |
| –       | niet deelgenomen                 |
| G       | uitgeschakeld in de groepsfase   |
| 1R      | uitgeschakeld in de eerste ronde |
| 2R      | uitgeschakeld in de tweede ronde |
| 3R      | uitgeschakeld in de derde ronde  |
| 4R      | uitgeschakeld in de vierde ronde |
| KF      | uitgeschakeld in de kwartfinale  |
| HF      | uitgeschakeld in de halve finale |
| F       | de finale verloren               |
| W       | het toernooi gewonnen            |
| w-v     | winst/verlies-balans             |

### Enkelspel
| Toernooi        | 1969 | 1970 | 1971 | 1972 | 1973 | 1974 | 1975 | 1976 | 1977 | 1977 | 1978 | 1979 | 1980 | 1981 | 1982 | 1983 | 1984 | 1985 | 1986 | 1987 | 1988 |
| --------------- | ---- | ---- | ---- | ---- | ---- | ---- | ---- | ---- | ---- | ---- | ---- | ---- | ---- | ---- | ---- | ---- | ---- | ---- | ---- | ---- | ---- |
| Australian Open | –    | –    | KF   | –    | –    | –    | –    | –    | –    | –    | –    | F    | 1R   | 2R   | 3R   | 3R   | KF   | 1R   | g.t. | 1R   | 1R   |
| Roland Garros   | –    | –    | –    | 1R   | 2R   | –    | 1R   | –    | 1R   | 1R   | 1R   | 2R   | –    | –    | 2R   | –    | –    | –    | –    | 1R   | –    |
| Wimbledon       | –    | 3R   | –    | 2R   | 1R   | 2R   | 2R   | –    | 1R   | 1R   | 2R   | 1R   | 1R   | 3R   | 2R   | 2R   | 1R   | 1R   | –    | 3R   | 1R   |
| US Open         | 1R   | 3R   | –    | 3R   | 1R   | 2R   | 1R   | 2R   | 1R   | 1R   | 2R   | 1R   | 2R   | 4R   | 1R   | 1R   | 1R   | 1R   | 1R   | 1R   | –    |

### Vrouwendubbelspel
| Toernooi        | 1969 | 1970 | 1971 | 1972 | 1973 | 1974 | 1975 | 1976 | 1977 | 1977 | 1978 | 1979 | 1980 | 1981 | 1982 | 1983 | 1984 | 1985 | 1986 | 1987 | 1988 | 1989 | 1990 |
| --------------- | ---- | ---- | ---- | ---- | ---- | ---- | ---- | ---- | ---- | ---- | ---- | ---- | ---- | ---- | ---- | ---- | ---- | ---- | ---- | ---- | ---- | ---- | ---- |
| Australian Open | –    | –    | KF   | –    | –    | –    | –    | –    | –    | –    | –    | KF   | HF   | KF   | HF   | HF   | HF   | HF   | g.t. | KF   | 1R   | –    | 2R   |
| Roland Garros   | –    | –    | –    | –    | 2R   | –    | 2R   | –    | 2R   | 2R   | –    | –    | –    | –    | HF   | –    | –    | –    | KF   | 1R   | –    | 2R   | –    |
| Wimbledon       | –    | 2R   | –    | 2R   | 2R   | 1R   | –    | 3R   | 1R   | 1R   | 1R   | –    | 2R   | KF   | 2R   | HF   | HF   | KF   | –    | 2R   | 3R   | 2R   | –    |
| US Open         | 1R   | 2R   | –    | 2R   | 1R   | 2R   | –    | 1R   | 2R   | 2R   | 2R   | 1R   | 2R   | 1R   | F    | HF   | KF   | KF   | 1R   | KF   | 2R   | 2R   | –    |

### Gemengd dubbelspel
| Australian Open | –  | –  | –  | –  | –  | –  | –  | –  | –  | –  | –  | –  | –  | –  | –  | g.t. | 1R |
| Roland Garros   | –  | –  | –  | –  | –  | –  | –  | –  | –  | –  | –  | KF | –  | –  | –  | 1R   | –  |
| Wimbledon       | –  | –  | 3R | 4R | 4R | 1R | –  | 3R | 3R | 2R | 1R | KF | 1R | HF | 1R | –    | 2R |
| US Open         | 2R | 2R | 2R | –  | –  | –  | 1R | 1R | 1R | –  | 1R | 2R | KF | 1R | 1R | –    | –  |